# 12 to the Moon
12 to the Moon (prescurtat 12ttM) este un film SF american din 1960 regizat de David Bradley. Rolurile principale au fost interpretate de actorii Ken Clark, Michi Kobi și Tom Conway.
A fost lansat de Columbia Pictures ca film de categorie B ca un program dublu împreună cu Battle In Outer Space ca film de categorie A.

## Rezumat
O echipă internațională pornește într-o expediție spre Lună, într-un rachetă spațială neobișnuit de spațioasă. Acolo, ei se confruntă cu o inteligență extraterestră fără chip, care concluzionează că rasa umană este prea imatură și periculoasă și prin urmare trebuie să fie distrusă.

## Distribuție
- Ken Clark – Căpitan John Anderson
- Michi Kobi – Dr. Hideko Murata
- Tom Conway – Dr. Feodor Orloff
- Anthony Dexter – Dr. Luis Vargas (ca Tony Dexter)
- John Wengraf – Dr. Erich Heinrich
- Robert Montgomery Jr. – Roddy Murdock (ca Bob Montgomery Jr.)
- Phillip Baird – Dr. William Rochester
- Richard Weber – Dr. David Ruskin
- Muzaffer Tema – Dr. Selim Hamid (ca Tema Bey)
- Roger Til – Dr. Etienne Martel
- Cory Devlin – Dr. Asmara Markonen
- Anna-Lisa –  Dr. Sigrid Bomark
- Francis X. Bushman – secretar general al Ordinului Spațial Internațional